# Colepia lanata
Colepia lanata là một loài ruồi trong họ Asilidae. Colepia lanata được Daniels miêu tả năm 1987. Loài này phân bố ở miền Australasia.